# Dntel
James Scott Tamborello, bardziej znany jako Dntel, jest artystą grającym muzykę elektroniczną. Bierze także udział w innych projektach muzycznych: grającym electropop zespołem Figurine, Strictly Ballroom, Headset i The Postal Service.

## Pseudonim
Dntel wymawia się din-tell. Tamborello oświadczył, iż ta nazwa nie ma nic oznaczać.

## Historia
Tamborello zaczął tworzyć muzykę w 1989, kiedy był w gimnazjum w Santa Barbara, Kalifornia. Jego ojciec — jazzowy saksofonista i flecista — kupił mu automat perkusyjny, sekwencer, Keyboard i magnetofon. Tamborello został kluczowym twórcą piosenek dla takich zespołów jak: Skillet, Chia Band, i Monkeydogg (z Davidem Figurine, Laelem "Scraps" Waqeneck'iem i Markiem Hawthornem z zespołu Onion A/V Club). Nagrał album pod pseudonimem Antihouse w 1993 i wydał go w 1994. Zaczął pracę nad pierwszą EPką Dntela w 1994, która została wydana dużo później.
W 1994, Jimmy Tamborello był także basistą zespołu Strictly Ballroom. Zespół był często opisywany jako "Enocore," przez styl, w którym łączyli hardcore punk z dźwiękami Briana Eno. Strictly Ballroom wydało jedną płtę pod, zatytułowaną Hide Here Forever, która została wydana w 1997 przez wytwórnię Waxploitation.
Kolekcja wczesnych demówek Dntela została wydana jako Early Works for Me If It Works for You w 1999 przez wydawcę Phthalo. EPka z 1994 została wydana w 2000 jako Something Always Goes Wrong, także przez Phthalo.
Jako pionier współczesnych gatunków, takich jak glitch i electronica, Dntel został postacią kultową.
Dntel wydał swój pierwszy album w 2001 roku pod tytułem Life Is Full of Possibilities] pod szyldem wytwórni Plug Research. Na albumie pojawiło się wielu gości: Ben Gibbard z zespołu Death Cab for Cutie, Mia Doi Todd, Meredith Figurine z Figurine, Chris Gunst z Beachwood Sparks, Brian McMahan z Slint i The For Carnation oraz Rachel Haden z That Dog. Razem z Benem Gibbardem, Tamborello założył formację The Postal Service. Wziął także udział w nagraniu piosenki "Take It Easy (Love Nothing)" dla zespołu Bright Eyes.
W kwietniu 2007 Dntel nagrał swój trzeci album Dumb Luck dla wytwórni Sub Pop.

## Dyskografia

### Albumy
| Rok  | Tytuł                                  | Wydawca       |
| ---- | -------------------------------------- | ------------- |
| 1999 | Early Works for Me If It Works for You | Phthalo       |
| 2001 | Life Is Full of Possibilities          | Plug Research |
| 2006 | Mistake Mistake Mistake Mistake        | Plug Research |
| 2007 | Dumb Luck                              | Sub Pop       |

### EPki
| Rok  | Tytuł                       | Wydawca       |
| ---- | --------------------------- | ------------- |
| 2000 | Something Always Goes Wrong | Phthalo       |
| 2001 | Anyone Anywhere             | Plug Research |

### Single
| Rok  | Tytuł                                  | Wydawca       |
| ---- | -------------------------------------- | ------------- |
| 2000 | "(This Is) The Dream of Evan and Chan" | Plug Research |
| 2006 | "Rock My Boat bw Everything's Tricks"  | AIM Records   |